# Chertal
Chertal is een langgerekte landtong, feitelijk een eiland, dat zich ten noorden van Luik bevindt.
Deze landtong is grotendeels gelegen in de gemeente Oupeye en voor een kleiner deel in de gemeente Wezet en wordt ingesloten door de Maas in het oosten, het Albertkanaal in het westen en de verbindingen tussen deze twee, het Kanaal van Haccourt naar Wezet in het noorden en het Kanaal van Monsin in het zuiden.
Centraal op het eiland ligt de plaats Hermalle-sous-Argenteau, die bereikt kan worden via de Brug van Hermalle over het kanaal en de Maasbrug van Hermalle. Ten noorden van Hermalle ligt Devant-le-Pont (voor de brug), een wijk van Wezet, die vernoemd is naar de Maasbrug van Wezet. De wijk wordt verbonden met Haccourt via de Brug van Haccourt over het kanaal. Tussen Devant-le-Pont en Hermalle ligt het nieuwe havengebied Trilogiport, dat een directe verbinding heeft met de autosnelweg E25 via de Pont de l'Euregio. In het zuiden wordt het eiland overspannen door de Maasbrug over de A3, Brug van Milsaucy en de Brug van Wandre, waarbij alleen deze laatste een afrit naar Chertal heeft.

## Natuur
Op het eiland liggen de natuurgebieden La gravière Brock in het westen en Le Hemlot in het oosten. Naast het eiland Chertal liggen in de Maas de kleinere eilanden Île de Franche Garenne en Île Robinson.

## Industrie
In 1963 werd er een groot staalbedrijf gevestigd van Espérance-Longdoz, het ontwikkelde zich tot een productie-eenheid van ArcelorMittal. Er was een staalgieterij en een warmwalserij gevestigd. Vloeibaar staal werd met torpedowagons van de hoogovens in Ougrée naar Chertal getransporteerd. Met de stillegging van de laatste hoogoven "Haut-Forneau B" in 2011 werden de activiteiten in de staalgieterij gestaakt. In januari 2013 sloot ook de warmwalserij. Het werd vrij snel duidelijk dat de bedrijven niet meer opengingen. Op  9 maart 2022 begon men op de site met de afbraakwerken. Men verwacht in 2025 klaar te zijn met de sloop.
Het gebied wordt per spoor bereikt via de goederenspoorlijn 214.
Op Chertal wordt een industrieterrein van 290 ha ontwikkeld.